# خوزه پوی
خوزه پوی (انگلیسی: José Poy; ۱۱ آوریل ۱۹۲۶ – ۸ فوریهٔ ۱۹۹۶) بازیکن فوتبال اهل آرژانتین بود.
از باشگاه‌هایی که در آن بازی کرده‌است می‌توان به باشگاه فوتبال بانفیلد، باشگاه فوتبال سائو پائولو، و باشگاه فوتبال روساریو سنترال اشاره کرد.